# 15882 Dingzhong
15882 Dingzhong este o planetă minoră (asteroid), cu un diametru de 3,83 km, din centura de asteroizi. A fost descoperită pe 7 februarie 1997 la Xinglong Station⁠(d) de Beijing Schmidt CCD Asteroid Program⁠(d). 
Obiectul prezintă o orbită caracterizată de o semiaxă mare de 2,2975766 UAi, o excentricitate de 0,13, o înclinație de 2,30368 ° în raport cu ecliptica.